# Pekka Tirkkonen (Skispringer)
Pekka Tirkkonen ist ein ehemaliger finnischer Skispringer.

## Werdegang
Tirkkonen bestritt mit der Vierschanzentournee 1958/59 sein erstes und einziges internationales Turnier. Dabei erreichte er beim Auftaktspringen auf der Schattenbergschanze in Oberstdorf mit dem sechsten Platz sein bestes Einzelergebnis. Auf der Großen Olympiaschanze in Garmisch-Partenkirchen trat er nicht an. Wenige Tage später auf der Bergiselschanze in Innsbruck erreichte er als Achter noch einmal einen guten Top-10-Platz, reiste jedoch trotz dieses Erfolgs nicht mit der Mannschaft nach Bischofshofen. In der Tournee-Gesamtwertung erreichte er mit 596,1 Punkten den 38. Platz.

## Erfolge

### Vierschanzentournee-Platzierungen
| Saison  | Platz | Punkte |
| ------- | ----- | ------ |
| 1958/59 | 38.   | 596,1  |